# Diablo II
Diablo II компютърна ролева игра, продължение на Diablo, издадено от Blizzard Entertainment и разработено от Blizzard North през 2000.

## История
Diablo 2 е продължение на ролевата игра на Blizzard Entertainment Diablo. Във втората част се проследява приключението ви в търсене на обсебения герой, който побеждава Диабло в първата част и се изкушава от демоничната сила излъчвана от камъка в който е заключена душата на Диабло. След дълги душевни изтезания и мъки героят се поддава и Диабло завзема изцяло тялото му като се преражда за да възцари своя терор над Светилището. Главната цел на играчът е да победи върховните демони – Мефисто (Господарят на Омразата) и Диабло (Господарят на Терора). В играта има четири града, а играчът може да се опита да победи върховните демони на три трудности – Normal, Nightmare и Hell. А също и техните подчинени – Andariel и Duriel.
В играта след експаншъна, който излезе Lord Of Destruction – героите вече са 7, като е добавен и пети град. В това допълнение историята продължава във високите заснежени върхове на Ареат обитавани от варварски племени, където се води яростна битка срещу демоничните орди на третия върховен демон – Баал (Господарят на Разрухата).

## Класове

### Паладин
Като фанатичен защитник на доброто, единствения мотив за участие на паладина в битка е неговата вяра – учението на Закарум – на светлината. Тя е толкова силна, че се излъчва под формата на божествена аура и може да помогне на всички негови съюзници или да навреди на враговете му.
Освен че е забележителен боец, паладинът има магически способности, които да допълват уменията му в ръкопашните схватки. В случай на нужда той може дори да използва щита, символът на вярата му, като оръжие.

### Некромант
Некромантът е магьосник, упражнявал уменията си из Южните Блата, който сега е готов да се бие на страната на доброто. Въпреки че мнозина свързват името му с мрачните ритуали, които той извършва, за да вдъхне живот на победените си врагове, той е готов да докаже, че магията му е свързана със светлината, а не с мрака, използвайки я срещу надигащите се орди на злото. Некромантът е майстор в призоваването на различни гόлеми – същества, които са съставени от нежива материя и съществуват единствено благодарение на върховната концентрация на магия вложена от господаря им, за да ги раздвижи. Друг негов специалитет е вселяването на дух в скелета на мъртъв враг. Този дух може да е на обикновен воин или на магьосник. Както и това, че може да преражда убитите си врагове под негов контрол. Освен това той умее да проклина враговете си чрез ужасни, древни заклинания, които въздействат отрицателно върху всеки засегнат.

### Друид
Друидите са номадски народ, имащ родствена връзка с варварите. Преди много години групи от варварски шамани, бардове и бойци се заселили в горите и започнали да изучават природата.
Връзката им с природните сили се задълбочила и впоследствие те се научили да контролират стихийните сили на вятъра и земята. Живеещите в гората друиди започнали да викат някои животни и духове на помощ в битки, а други постигнали такава близост с горските обитатели, че вече можели сами да се превръщат в животни в случай на нужда.

### Варварин
Определено това е героят който ви трябва ако предпочитате грубата сила пред магията. Уменията му в боравенето с всякакъв вид оръжия са ненадминати, той е единственият от персонажите който може да борави с различни оръжия едновременно (например един меч и една брадва във всяка ръка). Могъщия рев на варварина му дава огромно предимство в битка, той не само увеличава жизнените му точки, но може да накара и най-коравия звяр да избяга като бито куче. Дългият живот сред пустоша е направил кожата му дебела като на носорог. Варваринът има вроден имунитет към магии, но не и към проклятия.

### Амазонка
Амазонката е член на войнствените номадски племена скитащи край бреговете на Южно море. По време на странство често се е сблъсквала с врагове, така че е свикнала да води битки и да оцелява. Ненадмината по майсторство когато си служи с лък или арбалет и дори умее да омагьосва стрелите си с огън и лед, както и да изстрелва по няколко наведнъж. Друго страховито оръжие в нейните ръце са копията – може умело да ги хвърля добавяйки силите на светкавицата и отровата, а може и да нанася специални удари с тях. В опасни ситуации създава свои двойнички отклоняващи вниманието от нея или призовава могъщи валкирии, които да и помагат в битките.

### Магьосница
Една от малкото жени успели да изкопчат тайните на заклинателното изкуство от доминираните от мъже магическите кланове на изтока. Въпреки слабостта и в ръкопашните схватки и крехката и физика, заради което е необходимо да избягва близост с враговете си, тя умее да управлява силите на стихиите огън, светкавица и лед и да поразява противниците си със смъртоносна точност.
Едно от най-забележителните и умения е да се телепортира на кратки разстояния, което и помага да се измъква от опасни ситуации и да пътува по-бързо от всеки друг. Чрез концентрация на мисълта си може да намали пораженията, които получава в битка за сметка на магическата си енергия.

### Убийца
Жена-войн, принадлежаща към древния орден на убийците на магьосници, създаден за защита от тези последователи на окултни науки, посветили се на злото. За да предпазят самите себе си от тъмните сили, членовете на ордена не използват магии директно, а ги вграждат в капани. Освен това владеят бойни изкуства, превръщащи ги в страховит враг при ръкопашни схватки, в които те използват изучените до съвършенство от техния клан Claw оръжия. В случай на нужда те могат да атакуват с две такива оръжия, отказвайки се от защитата на щита, но въпреки това благодарение на тренировките си могат да блокират удари с помощта на оръжията си. Те умеят да се промъкват незабелязано създавайки мрак около себе си и да нападат точно този враг, който са набелязали, подпомагани от техни двойници създадени от сянката им, които могат да използват специалните им умения.

## Предмети
С предмети в играта се сдобивате като убивате чудовища, купувате от търговците в играта или разменяте с други играчи при мултиплеър. Предметите в играта се делят на няколко вида, както следва, Оръжия и Брони, Пръстени и Амулети, Колби, Добавки към оръжията, Талисмани и специалния предмет The Horadric Cube. Също така в играта има парична единициа характеризираща се в злато, с него осъществавате търговията с търговците.

### Оръжия и Брони
Оръжия и брони... Тази част от предметите, която ползвате за бойни действия. Свойствата и характеристиките на оръжията действат само когато се ползват от героя.
Под Оръжия се има предвид всички класове предмети нанасящи щети както следва: Брадви, Лъкове, Арбалети, Кинжали, Копия (за хвърляне), Боздугани, Пики, Скиптри, Копия, Пръчки, Мечове, оръжия за хвърляне, Жезли, Амазонски оръжия (копия и лъкове, които могат да се ползват само от Амазонка), Нокти и остриета на Убийцата (метални нокти, остриета и тризъбци, които могат да се ползват само от Убийцата), Магьоснически пръчки (магически пръчки и жезли, които могат да се ползват само от Магьосницата).
Под Брони се има предвид всички класове предмети пазещи от противниковите атаки, както следва: Ризници, Шлемове, Щитове, Ръкавици, Ботуши, Колани, Варварски шлемове (ползват се само от Варвари), Друидски кожи (набор от предмети само за Друид), Паладински щитове и Некромансерски глави (съсухрени магически глави и черепи ползвани само от Некромансерите като щит).

### Пръстени и Амулети
Това са предмети от типа на броните и оръжията, свойствата и характеристиките им действат само когато се ползват от героя. Особеното при този клас предмети е, че те винаги имат магически свойства, но нямат защити и поразяващи свойства (освен ако те не са магическа характеристика). Също така те са неразрушими.

### Колби
Колбите в играта се делят на 2 вида, такива за пиене и такива за атака над чудовища.

#### Колби за пиене
По време на играта си постоянно ще ви се налага да използвате колбите с червен цвят (Healing Potion) за възстановяване на жизнената си енергия, особено ако сте избрали персонаж с боен характер. Сините колби (Mana Potion) възстановяват магическата ви енергия, необходима за използването на специални умения магии или заклинания. Комбинацията от сини и червени колби в магическия Хорадрик куб създават колба която може моментално да възстанови вашето здраве и магическа сила (Rejuvenation Potion). Други видове колби които могат да се срещнат по време на игра служат за временното увeличаване на издръжливостта ви към студени или ледени атаки (Thawing Potion), както и към отровните такива (Antidote). Ако героят ви е замразен или отровен при изпиването на съответната колба героят ви ще бъде моментално излекуван. При продължително бягане героят ви може да се умори и да забави ход, което ви прави по-лесно уязвими за противниците ви. Енергията ви за бягане се възстановява сама след известно време, но с помощта на еликсира за издръжливост (Stamina Potion) може моментално да продължите да бягате. Всички колби могат да се намерят след убиване на чудовище, както и при покупка от търговците в градове (изключение прави комбинираната [Rejuvenation Potion] тя не се продава от търговците).

#### Колби за атака
Колбите за атака са такива с отровна газ (3 вида) и такива с експлозивни смеси (3 вида). Те са по няколко на куп и се ползват както останалите оръжия за хвърляне, но не им действат характеристиките на останалите предмети, а нанасят точно определен брой щети на противниците.

### Добавки към оръжията и броните
Добавките към оръжията и броните са специални предмети, които се снаждат към броните и оръжията. Те не дават своите характеристики без да бъдат сложени в друг предмет. Те се делят на 3 вида: Скъпоценни камъни, Бижута и Рунически камъни (камъни с рунически символи).

#### Скъпоценните камъни
Скъпоценните камъни се делят на видове и големини. Видове: Аметист, Диамант, Рубин, Емералд, Топаз, Сапфир и Череп.

#### Бижута
Бижутата са предмети с магически характеристики. Всички характеристики са на случаен принцип.

#### Рунически камъни (Руни)
Руническите камъни са точно 33 на брой. Всеки от тях има точно определени характеристики и изисквания. Те са предмети които падат само от убити чудовища, не могат да бъдат купени от търговците. Те са рядкост, защото не им влияе свойството „Шанс да намерите магически предмет“ което влияе за всички други случаи. Руните са под номер, както следва: El, Eld, Tir, Nef, Eth, Ith, Tal, Ral, Ort, Thul, Amn, Sol, Shael, Dol, Hel, Io, Lum, Ko, Fal, Lem, Pul, Um, Mal, Ist, Gul, Vex, Ohm, Lo, Sur, Ber, Jah, Cham, Zod.

### Талисмани (charm)
Талисманите са предмети които стоят в инвентара на героя и увеличават характеристиките. Те са в три големини – малък, среден и голям. Всички талисмани са магически и характеристиките им са на случаен принцип.

### The Horadric Cube
Този магически куб се взима само веднъж в играта от куест, но присъства в цялата игра, не само за куеста в които участва. Чрез него се сглобяват по магичен начин различни предмети. Също така се ползват тайни „рецепти“ за да се създадат или трансформират предмети.
Може дори и да ви отключи тайното ниво с крави.

## Облекло
Облеклото или доспехите на героя са с точно определен брой и вид:
На главата може да сложите само един шлем (шлем: шапка, шлем, диадема, корона).
На врата само един амулет.
В двете ръце може да държите оръжие за една ръка и щит или оръжие за 2 ръце. Варварина може да държи вместо щит второ оръжие за една ръка, а Убийцата има възможност да слага от специалните за нея остриета по 2.
На двете ръце може да сложите по един пръстен.
На тялото само една ризница (ризница: роба, лека броня, ризница или тежка броня).
На кръста само един колан.
Съответно за ръцете и краката само по един чифт ръкавици и обувки.
Инвентара е с определен размер и не може да сложите повече талисмани от размера на инвентара. Талисманите сложени в куба или сандъка не влияят на характеристиките ви. Само един талисман от вид може да носите едновременно в героя.

## Версия 1.10
След двуфазово бета тестване (първо ограничен, а после и публичен бета тест) за феновете на играта е достъпна версия 1.10 на Diablo II. Оправени са голям брой големи и малки бъгове. Най-интригуващото нововъведение е новият тип герой, който се появява с новата версия – Ladder подклас. При създаването на нов герой се предлага допълнителна опция – Ladder Character. Той може да бъде от всеки клас (варварин, магьосница, друид и т.н.), може да е Softcore или Hardcore такъв. Основната разлика с обикновените герои е, че с него се играе на сезони с продължителност определена при създаването на конкретния сезон. За него са предвидени екстри, невъзможни за не-ладер героите – превръщане на три броя от всяка руна през хорадрическия куб (важи дори и трансформирането на три Cham руни в една Zod), специфични рунически думи и предмети.
Другата екстра е валидна за всеки вид, клас и тип герои. Това е взаимозависимост на по-низшите магии и умения с по-високите. Например при варварина, щом се сложи една точка на Double Swing, към Frenzy се добавят автоматично 8% damage. Така е с почти всички умения на героите. Това дава реален шанс за разнообразие на развитието на различните герои.
Друга новост е така нареченият New World Event. Това събитие се случва след продаване на NPC-та на определено количество Stone Of Jordan (най-масово дубликирания пръстен още от времето на Diablo Classic). Тогава в случайно избрана игра се появява Diablo клонинг. Няма значение дали играчът или чужд герой е продавал SoJ-ове, дали трудността е Hell, Nightmare или Normal, с Ladder герои или не. По време на игра на екрана се появява съобщението Diablo Walks The Earth. Този клонинг има 95% устойчивост към огън, лед, светкавица, отрова и физичко въздействие, много висок шанс да блокира удар и бързо възстановяване на жизнените точки. Освен това той може да използва друидското умение Armageddon. Това е единственото чудовище в играта, което може да пусне друга новост – уникалния малък чарм Annihilus, който дава +1 To All Skills, +10-20 To All Attributes, All Resistances +10-20, +5-10% To Experience Gained.
Друга новост е изградената система за защита от повредени и дубликирани предмети. Въведени са над 100 уникални предмета, 29 от които обаче са само Ladder герои. Високите класове предмети, които са имали само магическа версия, сега имат и уникална такава. Например Matriarchal Bow, Spear и Javelin, Colossus Crossbow, Balrog Blade, Shadow Plate и Sacred Plate броните дотогава бяха само магически или от комплект. След 1.10 вече имат и unique вариант. Има добавени и специфични за всеки клас предмети.
Добавени са два уникални амулета и три нови уникални пръстена, които разполагат с умения. Пръстенът Wisp Projector дава Level 2 Oak Sage, Level 5 Heart of Wolverine и Level 7 Spirit of Barbs, а амулетът Seraph's Hymn е с Level 22 IronGolem и Level 12 Iron Maiden.